# Discographie de Richard D. James

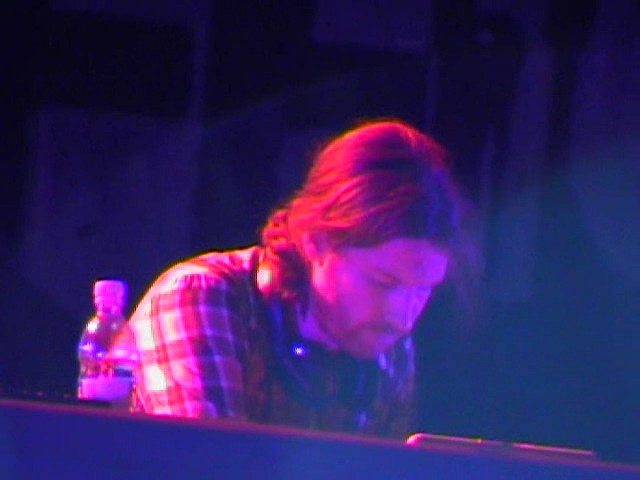
Aphex Twin, Mars 2007

Cet article présente une discographie la plus exhaustive possible du musicien de musique électronique Richard D. James.

## Méthodologie
Richard D. James utilise depuis le début de sa carrière un grand nombre de pseudonymes, le plus connu étant sans doute celui d'Aphex Twin. La discographie proposée est classée par pseudonyme.
Lorsque plusieurs dates d'édition existent, seule la date de première édition est mentionnée. Lorsqu'un disque n'a jamais été édité, la date d'enregistrement est prise en compte.
Le ou les labels ayant édité chaque disque sont indiqués entre parenthèses après le nom de celui-ci.

## Liste

### AFX

#### Albums
- 1993 : Analogue Bubblebath 3 (Rephlex Records)
- 1995 : Analogue Bubblebath 5 (Rephlex Records, jamais édité)
- 2005 : Hangable Auto Bulb (Rephlex Records)
- 2006 : Chosen Lords (Rephlex Records, pistes 2 à 9 uniquement, les pistes 1 et 10 étant crédités à Aphex Twin)

#### Maxis/Singles
- 1991 : Analogue Bubblebath (Mighty Force Records, la piste 3 est une collaboration avec Schizophrenia, le pseudonyme de Tom Middleton)
- 1991 : Analogue Bubblebath 2 (Rabbit City Records)
- 1994 : Analogue Bubblebath 4, (Rephlex Records)
- 1995 : Hangable Auto Bulb (Rephlex Records, ré-édité en 2005 avec Hangable Auto Bulb 2 sur un même CD)
- 1995 : Hangable Auto Bulb 2 (Rephlex Records, ré-édité en 2005 avec Hangable Auto Bulb sur un même CD)
- 1997 : Analogue Bubblebath 3.1 (Rephlex Records)
- 2001 : 2 Remixes By AFX (Men Records)
- 2003 : Smojphace EP (Men Records)
- 2005 : Analord 1 à 9, Analord 11 (Rephlex Records, Analord 10 a été édité sous le pseudonyme d'Aphex Twin)
- 2005 : 4 Tracks ou AFX/LFO (Warp Records, maxi édité avec le groupe LFO)
- 2015 : Orphaned Deejay Selek 2006–08 (Warp Records)
- 2017 : London 03.06.17 (en) (titre alternatif London 03.06.17 [field day]) (Warp Records)
- 2017 : Korg Trax+Tunings for falling asleep (Warp Records)
- 2017 : Orphans (Warp Records)

#### Compilations
- 1993 : Trance Europe Express - Volume 1 (Volume Records) :
  - « Analogue Bubblebath 3 » (première version du morceau « [cd only #1] » inclus dans Analogue Bubblebath 3)
- 1995 : Techno Nations 3 (Kickin Records) :
  - « Analogue Bubblebath 4.2 » (identique au morceau « Gibbon » inclus dans Analogue Bubblebath 4)
- 1997 : Mealtime (Planet Mu) :
  - « Bummy »
- 1998 : We Are Reasonable People (Warp Records) :
  - « Freeman Hardy & Willis Acid » (crédité à « Squarepusher/AFX »)
- 2001 : The Braindance Coincidence (Rephlex Records) :
  - « Normal (Helston Flora Remix By AFX) » (remix d'un titre original de Baby Ford) (inclus aussi dans 26 Mixes for Cash)
- 2003 : Rephlexions! An Album of Braindance! (Rephlex Records) :
  - « Mangle 11 (Circuit Bent V.I.P. Mix) »

### Aphex Twin

#### Albums
- 1992 : Selected Ambient Works 85-92 (Apollo Records, R&S Records)
- 1994 : Selected Ambient Works Volume II (Warp Records)
- 1995 : …I Care Because You Do (Warp Records)
- 1995 : Melodies from Mars (jamais édité)
- 1996 : Richard D. James (Warp Records)
- 2001 : Drukqs (Warp Records)
- 2006 : Chosen Lords (Rephlex Records, pistes 1 et 10, les pistes 2 à 9 étant créditées à AFX)
- 2014 : Syro (Warp Records)
- 2017 : Aphex Mt. Fuji 2017 (autoproduit)

#### Maxis/Singles
- 1992 : Digeridoo (R&S Records, sous le pseudonyme de « The Aphex Twin »)
- 1992 : Xylem Tube (R&S Records)
- 1993 : On/On Remixes (Warp Records)
- 1995 : Ventolin/Ventolin Remixes (Warp Records)
- 1995 : Donkey Rhubarb (Warp Records, également crédité comme Icct Hedral, une édition promotionnelle exclusivement destinée au Royaume-Uni)
- 1996 : Girl/Boy (Warp Records)
- 1997 : Come to Daddy (Warp Records)
- 1999 : Windowlicker (Warp Records)
- 2005 : Analord 10 (Rephlex Records)
- 2015 : Computer-Controlled Acoustic Instruments Pt. 2 (Warp Records)
- 2015 : MARCHROMT30A edit 2b 96 (en) (Warp Records)
- 2016 : Cheetah (EP) (Warp Records)
- 2017 : 3 Gerald Remix / 24 TSIM 2 (Technical Equipment Supply)
- 2018 : Collapse (EP) (Warp Records)
- 2023 : Blackbox Life Recorder 21f / In a Room7 F760 (Warp Records)

#### Disques promotionnels, compilations et divers
- 1992 : Peel Sessions 1 (live)
- 1992 : Volume 4 :
  - « En Trance to Exit » (également crédité « En Trange to Exit »)
- 1994 : Secret Tracks 2 (Select Magazine, compilation) :
  - « Phlid »
- 1994 : Ambient 4: Isolationism (Virgin Records, compilation) :
  - « Aphex Airlines »
- 1994 : Words & Music (Sire Records, interview et extraits de Selected Ambient Works Volume II)
- 1994 : Classics (R&S Records, compilation de morceaux Digeridoo et Xylem Tube, ainsi que de pistes rares et lives ; crédité à « The Aphex Twin »)
- 1994 : Ambient Senses :
  - « Ageispolis » (même version que sur Selected Ambient Works 85-92)
- 1994 : Excursions in Ambience - The Third Dimension :
  - « #19 » (originellement sur la version vinyle de Selected Ambient Works Volume II)
- 1995 : Peel Sessions 2 (live)
- 1995 : Further Down the Spiral :
  - « At the Heart of It All », section b de « The Beauty of Being Numb » (selon le livret, pas à proprement parler des remixes mais des créations originales apparaissant sur cet album de remixes)
- 1996 : 51/13 Singles Collection (Sire Records, compilation de morceaux de On, Ventolin et Donkey Rhubarb ; uniquement édité en Australie et au Japon)
- 1999 : Or Some Computer Music (Or Records, compilation) :
  - « Perc # 6 »
- 2001 : Drukqs Promos (Warp Records)
- 2001 : Cock 10/54 Cymru Beats (Warp Records, deux remixes de drukqs)
- 2003 : 26 Mixes for Cash (Warp Records, compilation de remixes réalisés pour d'autres artistes comprenant deux morceaux d'Aphex Twin remixés par lui-même)
- 2003 : 2 Mixes on a 12" for Cash (Beat Records)
- 2005 : Rubber Johnny (Warp Films, bande originale du court-métrage de Chris Cunningham) :
  - « Afx237 V.7 (W19RHBasement Remix) »
- 2005 : Wipeout Pure : The Official Soundtrack (Distinct'ive Records) :
  - « Naks Acid »
- 2006 : Marie-Antoinette :
  - « Avril 14th »
  - « Jynweythek Ylow »

#### Remixes
- 1992 : Mescalinum United, We Have Arrived (Remixes By Aphex Twin & The Mover) :
  - « We Have Arrived (Aphex Twin QQT Mix) » (inclus dans Classics)
  - « We Have Arrived (Aphex Twin TTQ Mix) (inclus dans Classics)
- 1992 : Meat Beat Manifesto, Mindstream (Elektra Records) :
  - « Mindstream (Aphex Twin Mix) » (inclus en version éditée dans 26 Mixes For Cash)
- 1993 : Jesus Jones, Zeroes And Ones, (Food Records) :
  - « Zeroes and Ones (Aphex Twin Reconstruction 1 Mix) »
  - « Zeroes and Ones (Aphex Twin Reconstruction 2 Mix)» (inclus dans 26 Mixes For Cash)
- 1993 : Curve, Falling Free (Anxious Records) :
  - « Falling Free (The Aphex Twin Remix) » (inclus dans 26 Mixes For Cash)
- 1993 : Saint Etienne : Hobart Paving / Who Do You Think You Are? (Heavenly Records)
  - « Who Do You Think You Are? (Quex-RD) »
  - « Your Head My Voice (Voix Revirement) » (inclus en version éditée dans 26 Mixes For Cash)
- 1993 : Seefel, Pure, Impure (Too Pure Records) :
  - « Time to Find Me (AFX Fast Mix) » (inclus dans 26 Mixes For Cash)
  - « Time to Find Me (AFX Slow Mix) »
- 1993 : The Beatniks, Another High Exit (Chillscape / Vap Inc.) :
  - « Une femme n'est pas un homme (Aphex Twin Mix) » (inclus en version éditée dans 26 Mixes For Cash)
- 1995 : Phillip Boa & The Voodooclub, Deep in Velvet (Remixes) (Motor Music Records) :
  - « Deep in Velvet (Turnips Rmx) » (inclus dans 26 Mixes For Cash)
- 1995 : Gavin Bryars, Raising the Titanic - The Aphex Twin Mixes (Point Music Records) :
  - « Raising the Titanic (Mix) »
  - « Raising the Titanic (Big Drum Mix) » (inclus dans 26 Mixes For Cash)
- 1995 : Nine Inch Nails, Further Down the Spiral (Nothing Records) :
  - « At the Heart of It All » (inclus en version éditée dans 26 Mixes For Cash)
  - « The Beauty of Being Numb » (inclus en version éditée dans 26 Mixes For Cash)
- 1995 : Wagon Christ, Redone (Rising High Records) :
  - « Spotlight (Aphex Twin Remix) » (inclus dans 26 Mixes For Cash)
- 1996 : Kinesthesia, Empathy Box (Remixes) (Rephlex Records) :
  - « Triachus (Aphex Twin Mix) » (inclus en version éditée dans 26 Mixes For Cash)
- 1996 : Nobukazu Takemura, Child's View Remix (99 Records) :
  - « Let My Fish Loose (Aphex Twin Mix) » (inclus dans 26 Mixes For Cash)
- 1996 : Die Fantastischen Vier, Liveunddirekt (Columbia Records) :
  - « Krieger (Aphex Twin Baldhu Mix) » (inclus dans 26 Mixes For Cash)
- 1996 : Nav Katze, Never Mind the Distortion (SSR Records) :
  - « Ziggy (Aphex Twin Mix #1) » (inclus en version éditée dans 26 Mixes For Cash)
  - « Change (Aphex Twin Mix #2) » (inclus dans 26 Mixes For Cash)
- 1996 : Mike Flowers Pops, The Freebase Connection (Lo Recordings) :
  - « Debase (Soft Palate) » (inclus dans 26 Mixes For Cash)
- 1996 : Beck, The New Pollution (Geffen Records) :
  - « Devils Haircut (Richard's Hairpiece) »
- 1997 : Philip Glass, Heroes Remix (Point Music) :
  - « Heroes (Aphex Twin Remix) » (inclus en version éditée dans 26 Mixes For Cash)
- 1997 : DMX Krew, Ffressshh! (Rephlex Records) :
  - « You Can't Hide Your Love (Aphex Twin Mix) » (inclus dans 26 Mixes For Cash)

### Blue Calx
- 1992 : The Philosophy of Sound and Machine :
  - « Blue Calx » (plus tard créditée à Aphex Twin sur l'album Selected Ambient Works Volume II. Les deux versions sont identiques)

### Bradley Strider

#### Maxi/Single
- 1991 : Bradley's Beat (Rephlex Records, rééditions alternatives en 1995 et 1996)
- 1993 : Bradley's Robot (Rephlex Records)

#### Compilations
- 1996 : Belgium the 2nd Edition :
  - « Bradley's Beat » (version tronquée de « Bradley's Beat (Part 1) »)
- 1996 : Club System 2 :
  - « Bradley's Beat »

### Caustic Window

#### Maxis/Single
- 1992 : Joyrex J4 (Rephlex Records)
- 1992 : Joyrex J5 (Rephlex Records)
- 1993 : Joyrex J9 (Rephlex Records)
- 1993 : Joyrex J9ii (Rephlex Records)

#### Albums
- 1994 : Caustic Window LP (Rephlex Records, jamais édité, pressé à 4 copies, néanmoins catalogué sous la référence CAT 023 et finalement publié en 2014)
- 1998 : Compilation (Rephlex Records)

#### Compilations
- 1994 : Ambient Senses :
  - « Joyrex J9 II » (version tronquée de « Clayhill Dub »)
- 1994 : Taking Liberties (Totem Records) :
  - « Phlaps »
- 1994 : Trance Europe Express - Volume 3 (Volume Records) :
  - « Cunt »

### GAK

#### Maxi
- 1994 : GAK (Warp Records)

#### Compilation
- 2001 : Rough Trade Shops - 25 Years :
  - « Gak 4 »

### Mike and Rich

#### Album
- 1996 : Expert Knob Twiddlers (Rephlex Records, collaboration avec Michael Paradinas)

### Polygon Window

#### Album et maxi
- 1993 : (Surfing On Sine Waves) (Warp Records, réédité en 2001 avec des pistes additionnelles)
- 1993 : (Quoth) (Warp Records)
- 2001 : Portreath Harbour (Warp Records) (Test Pressing)

#### Compilation
- 1994 : Artificial Intelligence II (Warp Records, édition limitée) :
  - « My Teapot »

#### Remix
- 1994 : Twist and Turn (Alfa Records, Inc.) :
  - Soft Ballet - « Sand Lowe (The Polygon Window Remix) »

### Power-Pill

#### Maxi
- 1992 : Pac-Man (FFRR Records)

#### Compilation
- 1992 : Only for the Headstrong Vol.2 :
  - « Pac-Man (Heavy Mental Mix) » (une version légèrement remaniée de « Pac-Man [Mickey Finns Yum Yum Mix] », les éditions utltérieures titrent la piste ainsi)

### Q-Chastic

#### Maxi
- 1992 : Q-Chastic (Rephlex Records, pressage de test, jamais sorti)

#### Compilation
- 1992 : The Philosophy of Sound and Machine :
  - « CAT 002 » (de fait, l'unique morceau de Q-Chastic disponible commercialement ; n'est pas présent sur l'album Q-Chastic)

### Richard D. James

#### Compilation
- 2006 : Leech de Carl Michael Von Hausswolff, Raster-Noton
  - Richard D. James featuring Leeched - « Dj Set » (12:50)

### Soit-P.P.

#### Compilation
- 1992 : The Philosophy of Sound and Machine :
  - « n.IASP »

### Tahnaiya Russell

#### Remix
- 2006 : Wagon Christ - Sci-Fi Staircase (Tahnaiya Russell Remix). Richard D. James, sous ce nom de Tahnaiya Russell, avait participé et gagné au concours, organisé par le magazine britannique Future Music, du meilleur remix du morceau Sci-Fi Staircase, inclus dans l'album Sorry I Make You Lush de Wagon Christ, un des pseudonymes de Luke Vibert. En 2017, sur son site aphextwin.warp.net, James ressort ce remix sous son pseudonyme AFX au sein de l'EP Orphans avec en plus une version alternative de ce remix et deux autres morceaux[1].

### The Dice Man

#### Compilation
- 1992 : Artificial Intelligence (Warp Records, compilation) :
  - « Polygon Window » (une version légèrement plus longue apparaît sur l'album (Surfing on Sine Waves) de l'alias « Polygon Window »)

### The Tuss

#### Album et Maxi
- 2007 : Confederation Trough EP, Rephlex
- 2007 : Rushup Edge, Rephlex

### Universal Indicator

#### Albums
Produits par Martin Tressider (pseudonyme supposé de Richard D. James, qui en aurait composé tout ou une partie) :
- 1993 : Universal Indicator Red (Rephlex records)
- 1995 : Universal Indicator Green (Rephlex records)

Universal Indicator Blue (1992) et Universal Indicator Yellow (1993) sont crédités à The Kosmik Kommando, pseudonyme de Mike Dred.

## Reprises par d'autres groupes
- 2002 : The Dillinger Escape Plan with Mike Patton, « Come to Daddy » (sur le maxi Irony Is a Dead Scene, Epitaph Records)
- 2003 : The Bad Plus, « Flim » (sur l'album These Are the Vistas, Columbia Records)
- 2005 : Alarm Will Sound, Acoustica: Alarm Will Sound Performs Aphex Twin (Cantaloupe Music)
- 2006 : London Sinfonietta, Warp Works & Twentieth Century Masters (Warp Records, reprise entre autres de trois morceaux d'Aphex Twin issus de l'album Drukqs et d'un morceau de Polygon Window issu de l'album (Surfing on Sine Waves))
- 2007 : Bee-LOW, « Horny as a Motherfucker (Window Version) » (sur la compilation The Beats of San Fran Disco, utilise un sample de « Windowlicker »)
- 2008 : Adem, « To Cure A Weakling Child + Girl/Boy Song » (sur l'album Takes, Domino Recording Co)
- 2009 : Born Ruffians, « Milkman / To Cure A Weakling Child » ( sur la compilation Warp20, Warp Records)
- 2014 : Die Antwoord, « Ugly Boy » (sur l'album Donker Mag, ZEF Records, utilise un sample de « Ageispolis » apparaissant sur l'album Selected Ambient Works 85-92)

## Remarques
- JamRolyPoly, édité le 1er avril 1997 chez Warp Records par Rubber Johnny, n'est pas un album de Richard D. James, même si les morceaux ressemblent à ses créations. Rubber Johnny est un alias de Jason Buckle.